# İsmet Kaya Erdem
İsmet Kaya Erdem (* 1928 in Safranbolu) ist ein türkischer Politiker und ehemaliger Präsident der Großen Nationalversammlung der Türkei.
Erdem absolvierte die Akademie für Ökonomie in İstanbul. Von 1959 bis 1966 arbeitete Erdem als Professor an der Akademie für Ökonomie und Handel in Eskişehir. Er war zwischen 1978 und 1980 Generalsekretär des Schatzamtes (hazine) im Ministerpräsidialamt. Von 1976 bis 1977 war Erdem Generaldirektor der Sozialversicherungskassen (SSK). Er war in der Regierung Bülent Ulusus von 1980 bis 1982 Finanzminister. Erdem wurde für die Provinz İzmir zum Abgeordneten der Anavatan Partisi in die Große Nationalversammlung der Türkei gewählt. Im Januar 1983 wurde Erdem in der Regierung Turgut Özals stellvertretender Ministerpräsident. Aufgrund von Meinungsverschiedenheiten bezüglich Turgut Özals Verständnisses von Politik verließ Erdem die Regierung. Erdem wurde zum Präsidenten der Großen Nationalversammlung der Türkei gewählt.
Erdem war viermal in Folge von 1983 bis 1999 Abgeordneter der Provinz İzmir.
Er ist verheiratet und Vater zweier Kinder.
| Vorgänger        | Amt                                                                                    | Nachfolger          |
| ---------------- | -------------------------------------------------------------------------------------- | ------------------- |
| Yıldırım Akbulut | Präsident der Großen Nationalversammlung der Türkei 21. November 1989–20. Oktober 1991 | Hüsamettin Cindoruk |

| Personendaten    | Personendaten        |
| ---------------- | -------------------- |
| NAME             | Erdem, İsmet Kaya    |
| KURZBESCHREIBUNG | türkischer Politiker |
| GEBURTSDATUM     | 1928                 |
| GEBURTSORT       | Safranbolu           |